# Transfusión (cóctel)
El Transfusión (del inglés, Transfusion /trænsˈfjuʒən/) es un cóctel elaborado a partes iguales de vodka, mosto (jugo de uvas), ginger ale y/o refresco de lima-limón; una pequeña cantidad de jugo de lima fresco y una rodaja de lima o uvas como garnish o jengibre cristalizado. A menudo se sirve en un vaso huracán.

## Variantes
Alternativamente, se puede preparar con vodka, sirope de jengibre, jugo de lima, cubitos de hielo de jugo de uva Concord y gaseosa. Alternativamente, se puede hacer con vodka, jugo de uva y Sprite o jugo de arándano y ginger ale, y una rodaja de limón. También se puede adornar con otras frutas y ramitas de menta fresca. El Transfusión es un estándar de los clubs de golf, ya que el jugo de uva es un básico en los clubes de golf campestres que en los bares de restaurantes de la ciudad.
El móctel del Transfusión es idéntico al cóctel pero sin el vodka. Un Transfusión con jugo de naranja en vez de Sprite / ginger ale es una Madras, aunque también se puede elaborar con jugo de arándano.